# Waterhyacint
De waterhyacint (Pontederia crassipes, synoniem: Eichhornia crassipes) is een waterplant uit de pontederiafamilie (Pontederiaceae). De plant is afkomstig uit tropisch Zuid-Amerika. De lila bloemen lijken op die van de hyacint, maar de planten zijn geen familie.

## Suriname
In Suriname waar de plant inheems is, werd de waterhyacint in het Brokopondostuwmeer ten slotte met herbiciden bestreden, omdat de waterkrachtcentrale van de Afobakadam erdoor ontregeld raakte. De dam had kunstmatig een groot open wateroppervlak gecreëerd, iets wat elders in het land van nature niet veel voorkomt. Elders komt de plant vooral voor op plekken met stilstaand water, zoals in zwampen in het getijdegebied aan een riviermonding. Ze worden meestal meegevoerd uit moerassige plekken stroomopwaarts die met de rivier in verbinding staan. Dit is het geval voor de Tibiti maar niet zo zeer voor de Surinamerivier omdat er geen grote moerassen aan grenzen. Stromend water is nadelig voor de plant, wat de uitbundige groei op het stuwmeer verklaart.
De plant wordt bezocht door de Trigona fulviventris, gegeten door  de lamantijn en door vogels als Amerikaans waterhoen (Gallinula galeata)  en Anioema ( Anhima cornuta). Vliesvleugeligen van het genus Anagrus parasiteren erop. De optimale groeitemperatuur is 35 °C en de plant prefereert een hoge regenval (3000 mm/jaar).

## Invasieve soort

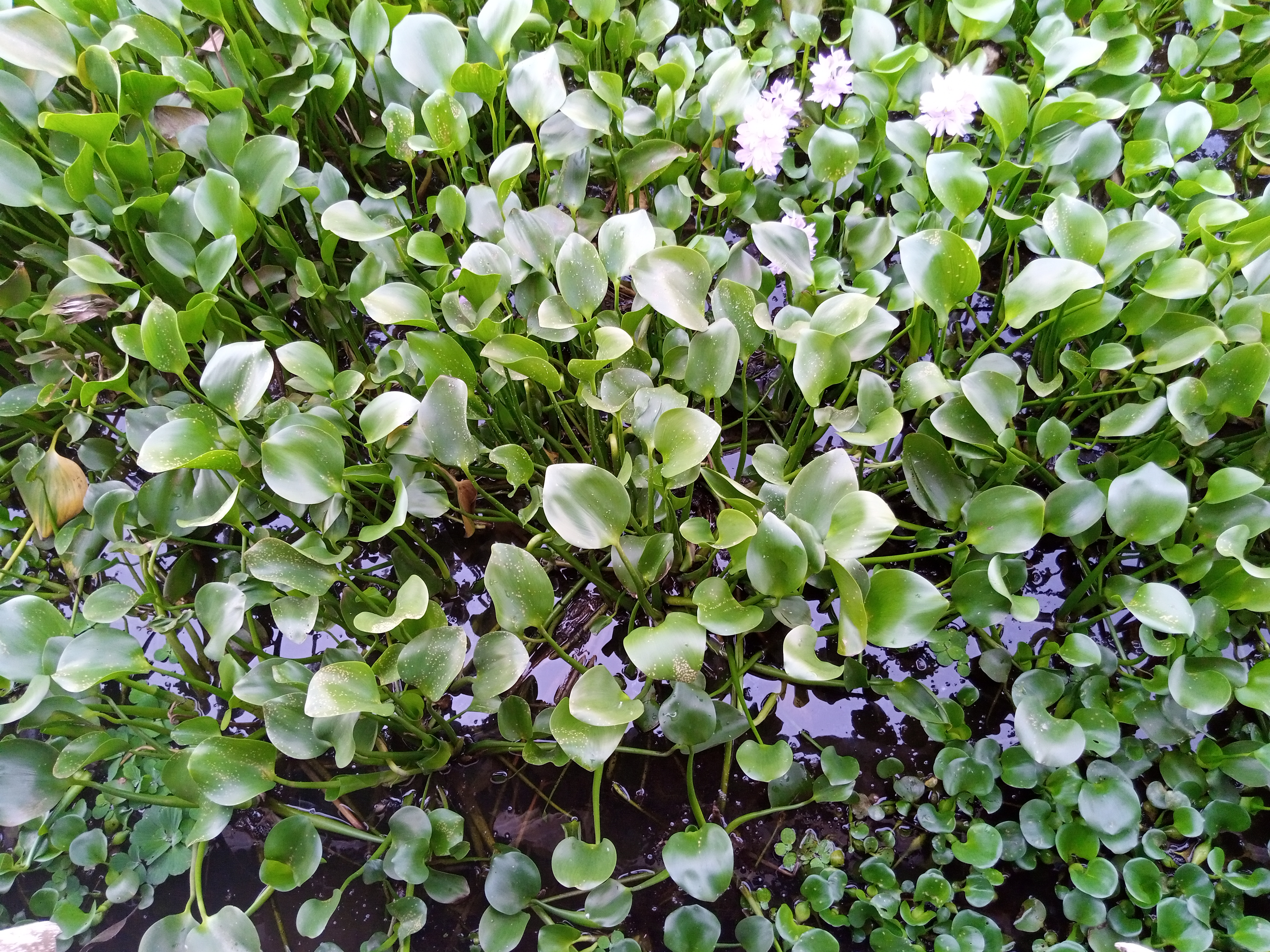
Invasieve soort (Benin)

De plant is in de loop der jaren ook naar andere werelddelen (Afrika, Azië) geëxporteerd en ook daar moet deze plant bestreden worden. Elke bladvoet is verdikt tot een met lucht gevulde sponsachtige bol. Daardoor heeft de waterhyacint een groot drijfvermogen. De planten vermeerderen zowel door wortelstokken waaraan nieuwe planten gaan groeien, als door zaad. Zo kan de waterhyacint voortwoekeren tot een ware plaag. Daarbij verstikt de invasieve soort alle andere waterplanten en raken hele rivieren verstopt. De teelt van de waterhyacint is dan ook verboden in veel landen met een warm klimaat.
De soort werd in 2016 opgenomen op de lijst van invasieve exoten die zorgwekkend zijn voor de Europese Unie. Het is dus in alle lidstaten van de Unie verboden om deze soort nog te verhandelen, kweken, importeren en zelfs transporteren.  Wie de plant reeds voor de opname op de lijst bezat moet voorkomen dat de plant zich verspreid naar de natuur.

## Bestrijding
De waterhyacint wordt op twee manieren bestreden. Mechanisch, de planten worden opgepakt en geplet. Dit materiaal wordt aan het vee gevoerd en tot compost verwerkt. Daarnaast is er de biologische methode, snuitkevers die het specifiek op de waterhyacint voorzien hebben blijken effectief. In Louisiana is het oppervlak dat jaarlijks door de waterhyacint bedekt is tot een vijfde gereduceerd.

## Gebruik
Met de waterhyacint kan op effectieve wijze voedingsstoffen uit het water van een vijver worden gehaald. De wortels bieden ruimte voor jonge visjes om zich in te verschuilen. Daarbij is de waterhyacint zeer decoratief.
Uit een proefproject in Thailand heeft een binnenhuisarchitecte aangetoond dat het technisch haalbaar is de gedroogde en gemangelde waterhyacint, net als riet, gebruiken als vlechtmateriaal voor meubels.
In Ghana vaart een boot die biogas als brandstof gebruikt. De lokale bevolking oogst de waterhyacinth, verkoopt deze als grondstof voor biovergassing met als bijkomend voordeel dat de visstand zich kan herstellen en dorpen weer over water bereikbaar worden. Ook in Kenya zijn er dergelijke ontwikkelingen.